# 하르 측도
해석학에서 하르 측도(Haar測度, 영어: Haar measure)는 특수한 위상군 위에 정의할 수 있는, 군의 구조를 따르는 측도다.

## 정의
{\displaystyle G}가 국소 콤팩트 하우스도르프 위상군이라고 하자. 이 군에 콤팩트 집합들로 생성되는 시그마 대수 {\displaystyle {\mathcal {K}}}를 부여하여 가측 공간 {\displaystyle (G,{\mathcal {K}})}로 만들 수 있다.
하르 정리(영어: Haar's theorem)에 따르면, 가측 공간 {\displaystyle (G,{\mathcal {K}})} 위에 다음을 만족하는 측도 {\displaystyle \mu }가 존재한다.
- (비자명성) {\displaystyle \mu (S)\neq 0}인 가측 집합 {\displaystyle S}가 존재한다.
- (왼쪽 곱셈과의 호환) {\displaystyle {\mathcal {S}}}가 가측 집합이고, {\displaystyle g\in G}이면 {\displaystyle \mu (gS)=\mu (S)}이다.
- (콤팩트 공간의 유한성) {\displaystyle K}가 콤팩트 집합이라면 {\displaystyle \mu (K)<\infty }이다.
- (외부 규칙성) {\displaystyle S}가 가측 집합이면 {\displaystyle S}를 부분집합으로 가지는 가측 열린집합들의 측도의 하한은 {\displaystyle S}의 측도와 같다.
- (내부 규칙성) {\displaystyle U}가 가측 열린집합이라면 {\displaystyle U}의 콤팩트 부분집합들의 측도의 상한은 {\displaystyle U}의 측도와 같다.

이 조건들을 모두 만족하는 측도를 왼쪽 하르 측도(영어: left Haar measure)라고 한다. 마찬가지로, 오른쪽 곱셈과 호환되는 측도를 오른쪽 하르 측도(영어: right Haar measure)라고 한다.
또한, {\displaystyle \mu }와 {\displaystyle \mu '}가 각각 하르 측도라면 {\displaystyle \mu =s\mu '}인 실수 {\displaystyle s}가 존재한다. 즉, 하르 측도는 곱셈 상수를 제외하고는 유일하다.
(내부 규칙성은 일반적 가측 집합에 대하여 성립하지 않지만 외부 규칙성은 임의의 가측 집합에 대하여 성립한다.)

## 예
이산군의 경우, 하르 측도는 셈측도이다.

### 유클리드 공간
유클리드 공간은 덧셈에 대하여 아벨 리 군을 이룬다. 이 경우 왼쪽 하르 측도와 오른쪽 하르 측도는 일치하며, 모두 르베그 측도의 상수배이다.

### 곱셈군
0이 아닌 실수의 곱셈군 {\displaystyle \mathbb {R} ^{\times }}은 1차원 아벨 리 군이며, 그 하르 측도는 다음과 같다.
{\displaystyle \mu (t)={\frac {1}{|t|}}\mathrm {d} t}

### 리 군
(유한 차원) 리 군의 경우, 왼쪽 (또는 오른쪽) 하르 측도는 왼쪽 (또는 오른쪽) 평행 이동 불변 최고차 미분 형식으로 정의된다.
일반 선형군 {\displaystyle \operatorname {GL} (n;\mathbb {R} )}의 왼쪽 하르 측도는 다음과 같다.
{\displaystyle \mu (M)={\frac {1}{\det M}}\mathrm {d} ^{n^{2}}M}
여기서
{\displaystyle \mathrm {d} ^{n^{2}}M=\prod _{i=1}^{n}\prod _{j=1}^{n}\mathrm {d} M_{i,j}}
이다.

## 역사
하르 얼프레드(헝가리어: Haar Alfréd)가 1933년 도입하였다. 하르는 제2 가산 공간의 경우에 하르 측도의 존재를 증명하였다. 앙드레 베유가 1940년 일반적인 하우스도르프 공간의 경우에 대하여 선택 공리를 사용하여 증명하였고, 앙리 카르탕은 같은 정리를 선택 공리를 사용하지 않고 증명하였다.

## 같이 보기
- 폰트랴긴 쌍대성